# عملیات سپیده‌دم
یلدا تروال عملیات سپیده‌دم (انگلیسی: Operation Daybreak) یک فیلم جنگی آمریکایی به کارگردانی لوئیس گیلبرت است که در سال ۱۹۷۵ منتشر شد. این فیلم دربارهٔ عملیات انتروپوید و ترور اس‌اس-اوبرگروپن‌فورر راینهارت هایدریش رئیس اداره اصلی امنیت رایش و معاون فرماندار بوهم و موراویا است.

## بازیگران
- تیموتی باتومز در نقش یان کوبیش
- آنتونی اندروز در نقش یوزف گابچیک
- مارتین شا در نقش کارل چوردا
- آنتون دیفرینگ در نقش اس‌اس-اوبرگروپن‌فورر راینهارت هایدریش رئیس اداره اصلی امنیت رایش و معاون فرماندار بوهم و موراویا
- جاس آکلند
- کارل دوئرینگ در نقش کارل هرمان فرانک فرماندار بوهم و موراویا
- دایانا کوپلند
- راینهارد کولدهوف
- کیکا مارکهام
- فیلیپ ماداک
- ورنن دابچف
- ییرژی کرامپول در نقش آدولف اوپالکا